# Agilkia
Agilkia is een eiland in het Nassermeer van de Nijl tussen de oude en de nieuwe Aswandam, waar zich de Egyptische tempels van het voormalige eiland Philae bevinden. Het zijn de Tempel van Isis en de Kiosk van Trajanus.
Deze tempels dreigden door de bouw van de nieuwe Aswandam onder water te komen te staan en werden daarom in 37.363 stukken van 2 tot 25 ton gezaagd en overgebracht naar het hoger gelegen eiland Agilkia. Om Agilkia hiervoor geschikt te maken werd het eiland eerst helemaal afgevlakt met behulp van springstoffen. De tempels van Philae moesten voor de verplaatsing eerst worden drooggelegd door middel van een tijdelijke kofferdam, die werd gebouwd door het Nederlandse bedrijf Nadeco in 1972. De overplaatsing zelf vond plaats tussen 1977 en 1980.

## Bouwwerken
De van het eiland Philae verplaatste bouwwerken:
- De tempel voor Isis bestond uit drie delen: een groot hof, de voorste zuilenhal en achterin drie kapellen. Deze tempel dateert uit de 3e eeuw v.Chr. en bleef in gebruik tot 537. De poort in de eerste pyloon heeft een hoogte van 18 m en is 45,5 m breed. Op de torens staat in reliëf hoe Ptolemaeus XII Neos Dionysos de traditionele vijanden van Egypte vernietigt voor Isis, Horus-van-Edfu en Hathor. Op de binnenplaats stond eens de tempel van Amasis. De pronaos van de eigenlijke tempel heeft 10 zuilen. Het plafond is beschilderd met astronomische scènes. Deze ruimte werd rond 553 door bisschop Theodorus in een kerk veranderd. De grote naos bestaat uit 12 kamers en een crypte. Hier toont de versiering offertaferelen en liturgische thema's.
- Een mammisi of geboortehuis uit drie kamers omgeven door een zuilenportiek. De scènes staan in verband met de geboorte en opvoeding van Horus. Op de oostelijke buitenmuur van de pronaos vindt men twee tweetalige opschriften (in demotisch en hiëroglyfisch) uit de tijd van Ptolemaeus V Epiphanes, waarvan er een ook op de steen van Rosetta werd teruggevonden.
- Kiosk van Trajanus. Paviljoen bestaand uit 14 zuilen met bloemkapiteel, verbonden door lage muren. Er zijn twee poorten en het geheel droeg ooit een houten dak. Hier werden bepaalde riten voltrokken. Het enige reliëf dateert uit Trajanus' tijd, maar de constructie zelf is mogelijk uit de tijd van Augustus.
- Palviljoen van Nectanebo I, rechthoekig prieeltje bestaand uit 18 Hathorzuilen, door lage muurtjes verbonden.
- Een nilometer.
- De tempel van Arsinoë.
- Kleine tempel van Hathor oost van de Isistempel, maar in ruïne. Voorstelling van musicerende dwergen met harp en tamboerijn, ook een priester die de dubbele fluit speelt en een aapje dat de luit bespeelt. Hathor was ook beschermvrouw van de toonkunst.
- De gereconstrueerde tempel van Augustus en een triomfboog.
- Een Koptische kerk. De site was immers nog in gebruik in de christelijke tijd.
- Op de Poort van Hadrianus werd op 24 augustus 394 het allerlaatste opschrift in hiërogliefen gemaakt, en ook de laatste Koptische inscriptie (452 n. Chr.).